# Justine Dupont
Justine Dupont (nascida em 26 de julho de 1991) é uma surfista profissional francesa.

## Vida pessoal
Justine Dupont nasceu em Bordéus, França. Ela começou a surfar aos 11 anos. Ela vive entre o sudoeste da França. e Nazaré, Portugal.
Múltipla campeã mundial do WSL XXL Awards, ela se consolidou como a melhor surfista feminina de ondas grandes do mundo desde 2019.
Seu desempenho no surf tow-in permite que ela rivalize com os melhores surfistas masculinos da disciplina.
Campeã Mundial de Stand Up Paddle e 4X Vice-Campeã Mundial em 3 disciplinas diferentes, é considerada a surfista feminina mais versátil do mundo.
Justine é eleita presidente da Comissão de Atletas da ISA para os Jogos Olímpicos de 2020.
Ela também será comentarista da TV francesa durante as olimpíadas de 2021.
Ela lançou seu canal no YouTube em agosto de 2019, onde publica vídeos com frequência para compartilhar seu dia a dia com seus fãs.

## Carreira de surf
Depois de ser coroada vice-campeã mundial de longboard em 2007 aos 15 anos, ela obteve novamente o título de vice-campeã mundial em 2019.
Em 2013, Dupont se tornou a primeira mulher a surfar os 15m Belharra no norte do País Basco da França.
Em 2016, foi novamente Vice-Campeã do Mundo, desta vez na divisão de surf de ondas grandes, e um quarto título de vice-campeã mundial em 2017 na divisão de stand up paddle.
Em 2017, ela foi coroada campeã mundial de surf por equipes da ISA com a equipe francesa.
Justine é também multicampeã nacional e europeia de surf e longboard. Ela acumulou 3 títulos ISA World Team com a França (2013 e 2019 Longboard, 2017 Surf).
Ela tem surfado repetidamente ondas consideradas como algumas das maiores ondas surfadas no mundo por uma mulher.
Em 2019 é reconhecida como um a referência no mundo do surf de ondas grandes ao conquistar 2 troféus nos XXL Big Waves Awards.
Justine foi eleita "presidente" da Comissão de Atletas da ISA para os Jogos Olímpicos de 2020.
Em fevereiro de 2020, ela surfou uma das maiores ondas já surfadas no mundo. Ela venceu o primeiro Nazaré Tow Challenge.
Em janeiro de 2021, em Jaws, no Havaí, ela surfou a melhor onda grande já surfada por uma mulher.
Em janeiro de 2023, ela surfou uma onda gigantesca no mítico local de Cortes Bank, a 170 quilômetros da costa da Califórnia. A onda está sendo medida para ver se é um novo recorde mundial para a maior onda surfada por uma mulher.
Em 2023, foi uma das primeiras mulheres a competir no “ The Eddie ”.

## Destaques da carreira de surf[11]
- 2023
  - SIMA Waterperson do Ano
  - Nomeada no Laureus World Sports Awards como Esportista Mundial de Ação do Ano
  - Prêmio Mulheres XXL de Desempenho do Ano
  - Prêmio Passeio XXL Feminino do Ano
  - Prêmio Mulheres XXL de Maior Onda do Ano
  - ISA Stand Up Paddle Team Campeão Mundial
  - ISA Stand Up Paddle Campeonato Mundial 4°
  - Vencedor do Safi Surf Invitational, Moroccos
- 2022
  - Prêmio Mulheres XXL de Maior Onda do Ano
  - Prêmio Passeio XXL Feminino do Ano
- 2021
  - Vencedor do WSL Nazare Tow Challenge
  - Prêmio Mulheres XXL de Desempenho do Ano
  - Prêmio Passeio XXL Feminino do Ano
  - Prêmio Mulheres XXL de Maior Onda do Ano
  - Desempenho Feminino do Ano no Mavericks Awards
- 2020
  - Prêmio Mulheres XXL de Desempenho do Ano
  - Prêmio Passeio XXL Feminino do Ano
  - Vencedor do WSL Nazare Tow Challenge
- 2019
  - Campeão Mundial de Stand Up Paddle ISA
  - ISA Stand Up Paddle Team Campeão Mundial
  - Prêmio Women XXL Performance of the Year[6]
  - Prêmio Mulheres XXL de Maior Onda
  - Campeonato Mundial de Longboard ISA : 2º
  - Campeonato Mundial de Longboard ISA : 1º
  - Eleito surfista europeu do ano pela Eurosima
  - Prêmio Água Pesada da Surfer Mag
- 2018
  - Campeão Europeu de Longboard
  - QS Caparica, Portugal : 1º
  - LQS Espinho, Portugal : 1º
  - LQS Caparica, Portugal : 2º
  - LQS Biarritz, França : 2º
- 2017
  - Campeão do Mundo da equipa de surf ISA
  - Campeão mundial da Copa Aloha com a seleção francesa
  - Campeonato Mundial de Stand Up Paddle Surfing ISA : 2º
  - Campeonato Mundial de Stand Up Paddle ISA com equipe francesa : 2º
  - Stand Up Paddle equipe Campeão Europeu
  - Campeonato Europeu de Stand Up Paddle Surfing : 2º
  - Longboard feminino LQS Boardmasters Jeep : 1º
  - WQS 1000 Caparica Pro, Portugal : 1º
- 2016
  - WSL Big Waves World Championships, Pea'hi, Havaí : 2º
  - WQS 1000 Central Coast Pro, Avoca Beach, Austrália : 1º
  - WQS 1500 Azores Airlines Pro, Açores, Portugal : 1º
- 2015
  - Campeão Nacional de Surf
  - Campeão Nacional de Longboard
- 2014
  - Campeão Europeu de Longboard
  - Festival LQS Vieux Boucau Longboard, França : 1º
- 2013
  - Campeonato mundial de longboard, China : 3º
  - Campeão mundial por equipe ISA de longboard com França, Peru
  - Campeonato mundial de longboard ISA, Peru : 3º
- 2012
  - WQS 6000 Surf Pro Estoril, Cascais, Portugal : 1º
- 2011
  - Campeão Europeu de Surf
- 2010
  - Campeonato mundial de longboard ISA, Biarritz, França : 3º
  - Campeão Nacional de Surf
  - Campeão Nacional de Longboard
- 2009
  - Campeonato mundial de longboard ISA, Biarritz, França : 3º
- 2008
  - Campeão Europeu de Surf
  - Campeão Nacional de Longboard
- 2007
  - Campeonato mundial de longboard, Biarritz, França : 2º
  - Campeão Nacional de Longboard
- 2006
  - Campeão Nacional de Longboard